# Układ dynamiczny I rzędu
Układ dynamiczny I rzędu – układ dynamiczny opisany równaniem:
{\displaystyle a_{1}{\frac {dy(t)}{dt}}+a_{0}y(t)=u(t).}
Jego transmitancja dana jest wzorem:
{\displaystyle G(s)={\frac {1}{a_{1}(s+{\frac {1}{\tau }})}},}
gdzie:
{\displaystyle \tau ={\frac {a_{1}}{a_{0}}}.}